# Agarfa
Agarfa est un woreda du sud de l'Éthiopie, situé dans la zone Bale de la région Oromia. Il a 102 110 habitants en 2007 et tient son nom de son chef-lieu, Agarfa, qui a 8 546 habitants à la même date.

## Géographie
Limitrophe des zones Arsi et Mirab Arsi, le woreda Agarfa forme l'extrémité nord-ouest de la zone Bale.
| Enkelo Wabe | Sherka |        |
| Adaba       | Agarfa | Gasera |
|             | Dinsho | Sinana |

Agarfa, le chef-lieu du woreda, se trouve sur la rive droite de la rivière Weyib, à près de 2 500 m d'altitude, desservi par des routes secondaires.
Ali, la seconde agglomération du woreda, est à 13 km à l'est du chef-lieu, sur la route principale venant de Robe en direction de Gasera.
Le Chébéli borde le woreda au nord et le sépare de la zone Arsi.

## Démographie
D'après le recensement national réalisé en 2007 par l'Agence centrale de la statistique d'Éthiopie, le woreda Agarfa compte 102 110 habitants et 13 % de sa population est urbaine.
La majorité des habitants (77 %) sont musulmans, 22 % sont orthodoxes et 1 % sont protestants.
La population urbaine comprend les 8 546 habitants du chef-lieu, Agarfa, et 4 361 habitants à Ali.
En 2022, la population du woreda est estimée à 151 469 personnes avec une densité de population de 124 personnes par km2 et 1 222 km2 de superficie.